# Elin Ekblom Bak
Elin Ekblom Bak, född 5 juni 1981, är en svensk fotbollsspelare som spelar för Älta IF. I sin civila karriär utnämndes hon i april 2024 till professor i Idrottsvetenskap med inriktning Fysisk aktivitet och Hälsa vid Gymnastik- och idrottshögskolan i Stockholm.

## Klubbkarriär
Ekblom Baks moderklubb är Älta IF. 

## Landslagskarriär
Ekblom Bak har spelat tio landskamper och gjort två mål för Sveriges U23-landslag. Hon har även spelat fem landskamper och gjort ett mål för Sveriges A-landslag.

## Övrigt
Under Fotbolls-VM 2006 och Fotbolls-EM 2008 var hon gästexpert i TV4. 2008 blev hon anställd av Viasat Sport som studioexpert och medverkar bland annat under pauserna i Champions League-matcher. Från och med 2014 kommenterar hon matcher på Eurosport. 
Hon disputerade 2013 på Karolinska institutet i medicinsk vetenskap. I sitt avhandlingsarbete utvecklade hon tillsammans med medarbetare "Ekblom-Bak testet" - ett konditionstest på cykel. 
Hon är nu professor i Idrottsvetenskap med inriktning Fysisk aktivitet och Hälsa vid Gymnastik- och idrottshögskolan i Stockholm.
Elin Ekblom Bak är dotter till längdhopparen Ulla Olsson och fysiolog och professor emeritus Björn Ekblom.